# Niphetogryllacris tolensis
Niphetogryllacris tolensis is een rechtvleugelig insect uit de familie Gryllacrididae. De wetenschappelijke naam van deze soort is voor het eerst geldig gepubliceerd in 1999 door Vickery & Kevan.